# 北浜東
北浜東（きたはまひがし）は、大阪府大阪市中央区の町名。丁目の付かない単独町名である。

## 地理
大阪市中央区の北部に位置。西は阪神高速1号環状線の高架下を流れる東横堀川を挟んで北浜・今橋、東は天満橋京町、南は石町、北は旧淀川（大川）および土佐堀川を挟んで北区天満・中之島にそれぞれ接する。
大川に架かる天神橋南詰の地域で、1989年（平成元年）に中央区が誕生するまでは旧東区京橋三丁目であった。

### 河川
- 旧淀川（大川）
- 土佐堀川
- 東横堀川

## 歴史

### 地名の由来
当地の西側に隣接する北浜の東側に位置することによる。
京街道沿いの町で、江戸時代より京橋という町名であったが、1989年（平成元年）に中央区が成立した際に、京橋一丁目が大手前一丁目に編入され、同二丁目が天満橋京町、同三丁目が北浜東と改称された。

## 世帯数と人口
2019年（平成31年）3月31日現在の世帯数と人口は以下の通りである。
| 町名   | 世帯数  | 人口  |
| ------ | ------- | ----- |
| 北浜東 | 306世帯 | 540人 |

### 人口の変遷
国勢調査による人口の推移。
| 1995年（平成7年）  | 31人  | [ 6 ]  |  |
| 2000年（平成12年） | 23人  | [ 7 ]  |  |
| 2005年（平成17年） | 39人  | [ 8 ]  |  |
| 2010年（平成22年） | 27人  | [ 9 ]  |  |
| 2015年（平成27年） | 494人 | [ 10 ] |  |

### 世帯数の変遷
国勢調査による世帯数の推移。
| 1995年（平成7年）  | 15世帯  | [ 6 ]  |  |
| 2000年（平成12年） | 12世帯  | [ 7 ]  |  |
| 2005年（平成17年） | 27世帯  | [ 8 ]  |  |
| 2010年（平成22年） | 21世帯  | [ 9 ]  |  |
| 2015年（平成27年） | 304世帯 | [ 10 ] |  |

## 事業所
2016年（平成28年）現在の経済センサス調査による事業所数と従業員数は以下の通りである。
| 町丁   | 事業所数  | 従業員数 |
| ------ | --------- | -------- |
| 北浜東 | 191事業所 | 4,587人  |

## 施設

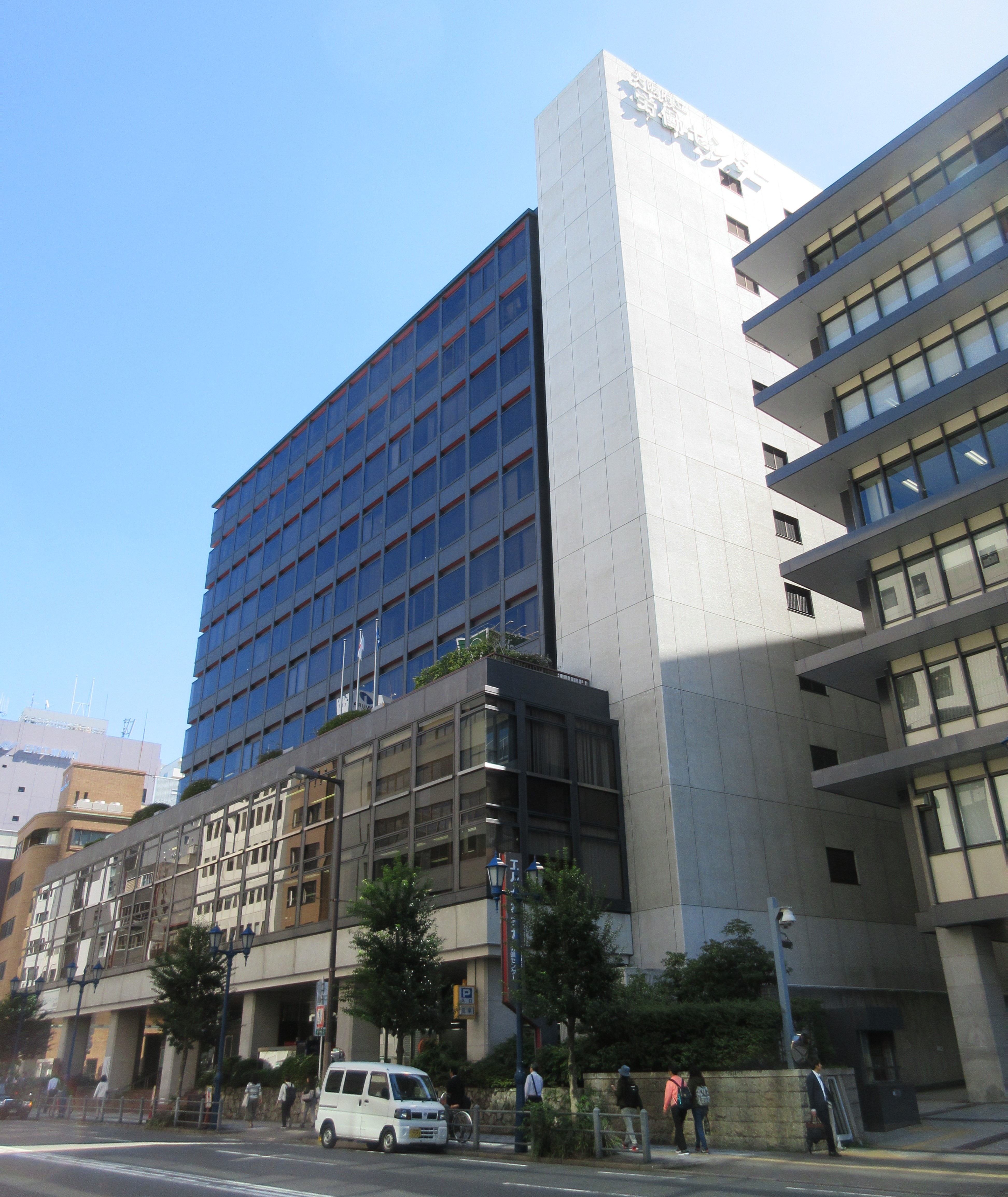
大阪産業労働資料館

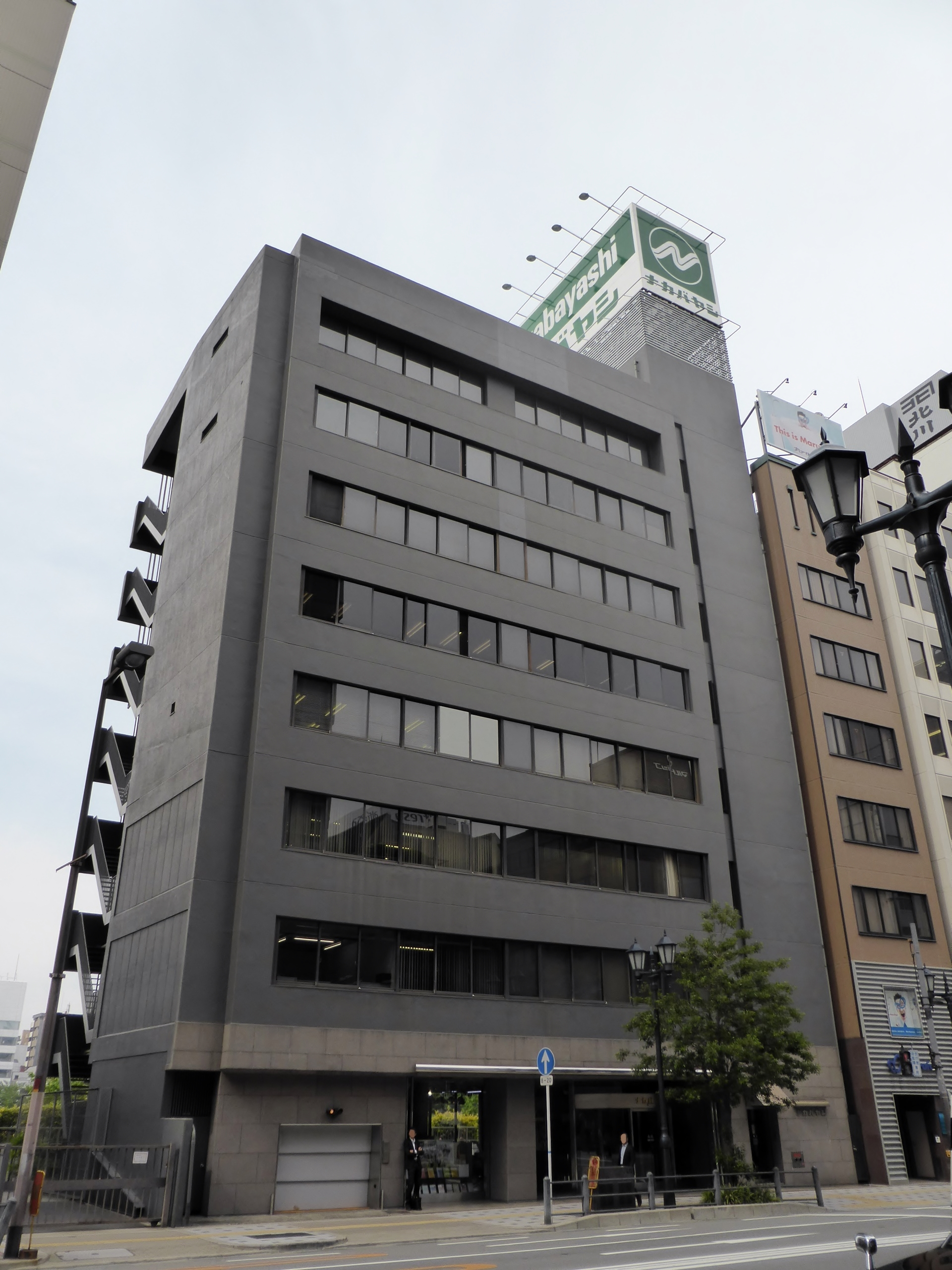
ナカバヤシ大阪本社

### 商業施設
- 北浜 NEXU BUILD

### 公共施設
- 大阪産業労働資料館
- 専門学校中の島美術学院
- 北浜東郵便局

### 企業
- ナカバヤシ（登記上の本店）
- SpEED
- 丸一
- ベースユニット

## 交通

### 鉄道
- 最寄り駅は京阪電気鉄道・Osaka Metro堺筋線の北浜駅および天満橋駅。

### 道路
高速道路
- 阪神高速1号環状線

主要地方道
- 大阪府道168号石切大阪線（土佐堀通）
- 大阪市道天神橋天王寺線（天神橋筋・松屋町筋）

### 橋梁
- 今橋
- 天神橋

## その他

### 日本郵便
- 〒540-0031[4]（集配局：大阪東郵便局[12]）